# Legendreov simbol
Legendreov simbol je matematička oznaka koja se koristi u teoriji brojeva pri proučavanju kvadratnih ostataka. 
Simbol je uveo znameniti francuski matematičar Adrien-Marie Legendre davne 1798., kada je pokušao dokazati Gaussov kvadratni zakon reciprociteta. Zanimljivo je da se Jacobijev i Kroneckerov simbol, odnosno poopćenje Legendreovog simbola na bilo koji neparni broj, javljaju nešto kasnije.
Legendreov simbol zapisujemo kao {\displaystyle \left({\frac {a}{p}}\right)}. Vrijednosti koje poprima su {\displaystyle 1,-1,0}, ovisno o cijelom broju {\displaystyle a} i neparnom prostom broju {\displaystyle p} te o tome je li 
{\displaystyle a} kvadratni ostatak moudulo p ili nije.
Preciznije,
{\displaystyle \left({\frac {a}{p}}\right)={\begin{cases}1&{\text{ako je }}a{\text{ kvadratni ostatak modulo }}p,\\-1&{\text{ako je }}a{\text{ kvadratni neostatak modulo }}p,\\0&{\text{ako je }}a\equiv 0{\pmod {p}}.\end{cases}}}

U svojim je radovima Legendre definirao simbol na ovaj način:{\displaystyle \left({\frac {a}{p}}\right)\equiv a^{\frac {p-1}{2}}{\pmod {p}}\quad {\text{ te }}\quad \left({\frac {a}{p}}\right)\in \{-1,0,1\}.} No, prema Eulerovom kriteriju ove dvije definicije su posve ekvivalentne.

## Osnovna svojstva
- Legendreov simbol je periodičan u gornjem argumentu: ako je a ≡ b (mod p), tada je
{\displaystyle \left({\frac {a}{p}}\right)=\left({\frac {b}{p}}\right).}
- Legendreov simbol je multiplikativna funkcija svojega gornjeg argumenta:
{\displaystyle \left({\frac {ab}{p}}\right)=\left({\frac {a}{p}}\right)\left({\frac {b}{p}}\right).}

Na ovo se nadovezuje i čitav niz svojstava vezanih i uz gore spomenutu kvadratnu recipročnost.